# Fédération compagnonnique des métiers du bâtiment

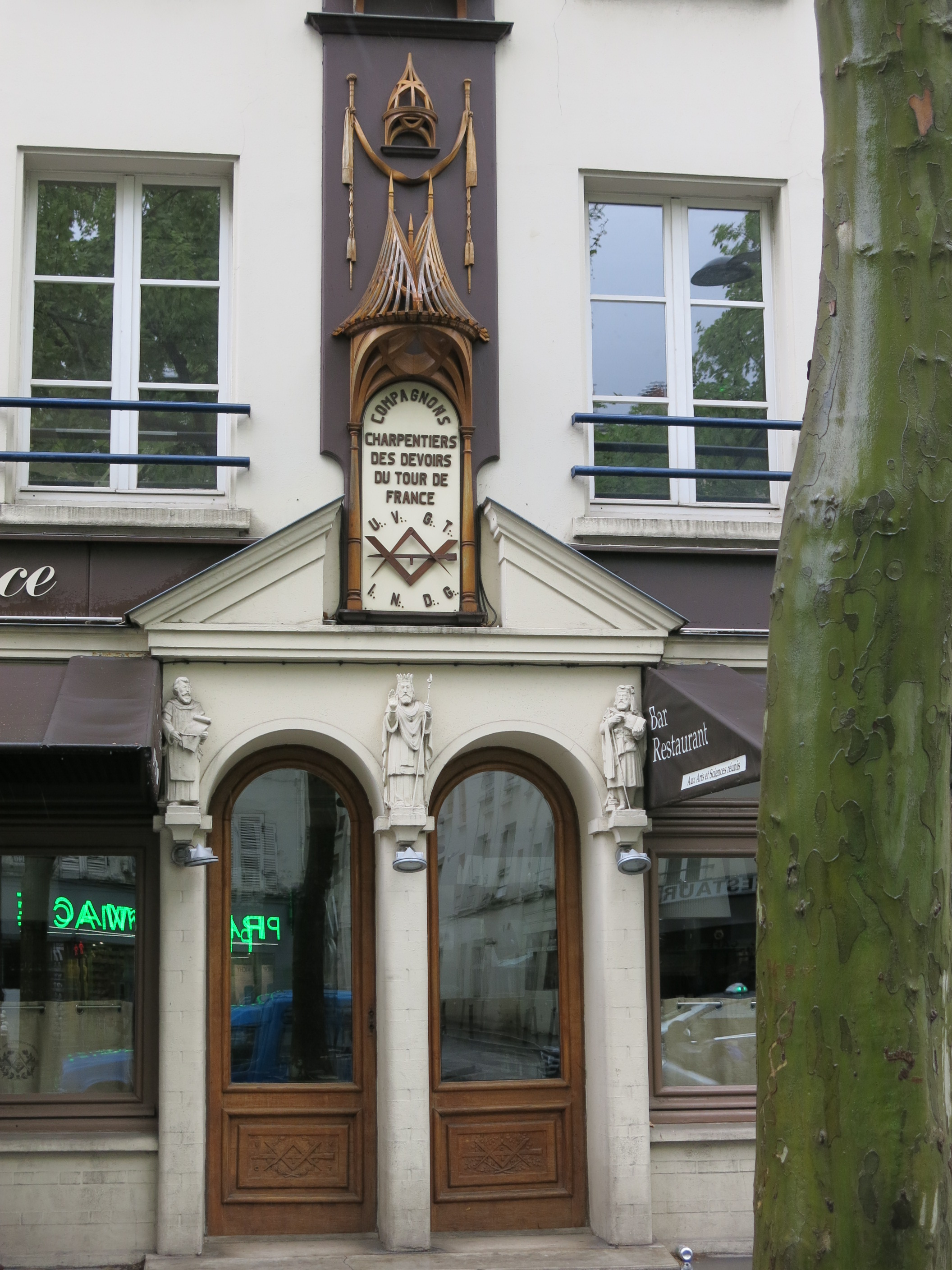
Le siège, 161, avenue Jean-Jaurès, Paris XIXe arr.

La Fédération compagnonnique des métiers du bâtiment et autres activités (FC, ou FCMB) regroupe sept sociétés compagnonniques.  
- La Société des compagnons charpentiers des devoirs du tour de France,
- La Société des compagnons maçons tailleurs de pierre des devoirs du tour de France
- La Société des compagnons et affiliés menuisiers et serruriers du devoir de liberté,
- La Société des compagnons passants bon drilles, couvreurs, zingueurs, plombiers et plâtriers du devoir du tour de France,
- La Société des compagnons Peintres-Vitriers du Devoir du Tour de France,
- La Société des compagnons tailleurs de pierre des devoirs du Tour de France,
- La Société des compagnons boulangers pâtissiers restés fidèles au devoir.

La Fédération compagnonnique a été créée en 1952 par les sociétés compagnonniques n'ayant pas adhéré au projet de l'Union compagnonnique (UC) et de l'Association ouvrière des compagnons du devoir du tour de France (AOCD). C'est actuellement la deuxième organisation de compagnons par le nombre derrière l'Association ouvrière des compagnons du devoir du tour de France  et devant l'Union compagnonnique.